# Oliver Batista Meier
Oliver Batista Meier (Kaiserslautern, 2001. február 16. –) brazil felmenőkkel rendelkező német korosztályos válogatott labdarúgó, a Preußen Münster játékosa.

## Pályafutása

### Klubcsapatokban
Az SV Wiesenthalerhof és az 1. FC Kaiserslautern után került a Bayern München akadémiájára. 2018. július 17-én debütált a második csapatban az FC Ingolstadt 04 II elleni negyedosztályú bajnoki találkozón. 2019. november közepén felkerült az első keretbe. 2020. május 30-án mutatkozott be a felnőttek között a Fortuna Düsseldorf elleni bajnoki mérkőzés 78. percében Serge Gnabry cseréjeként. Szeptember 10-én kölcsönbe került a holland Heerenveen csapatához egy szezonra. Két nappal később már be is mutatkozott a Willem II csapata elleni bajnoki találkozón. A következő fordulóban a Fortuna Sittard ellen megszerezte első gólját a 3–1-re megnyert mérkőzésen.
2022 januárjában a német Dynamo Dresden szerződtette 2025 nyaráig. 2023. január 11-én másfél éves kölcsönszerződést kötött a Verl csapatával. 2023. december 21-én a Dresden visszarendelte 2024. január 1-i időponttal. 2024. február 1-jén vásárlási opcióval kölcsönbe került a svájci Zürich csapatához. Június 19-én a Grasshoppers bejelentette, hogy távozik a klubtól. 2025. január 15-én két és fél éves szerződéssel csatlakozott az Ulmhoz. Július 1-jén aláírt a Preußen Münster csapatához.

### A válogatottban
Tagja volt a 2018-as U17-es labdarúgó-Európa-bajnokságon résztvevő keretnek, három mérkőzésen lépett pályára.

## Statisztika
2022. január 3-i állapot szerint.
| Klub              | Szezon   | Bajnokság           | Bajnokság | Bajnokság | Kupa  | Kupa  | Nemzetközi | Nemzetközi | Egyéb | Egyéb | Összesen | Összesen |
| Klub              | Szezon   | Osztály             | Mérk.     | Gólok     | Mérk. | Gólok | Mérk.      | Gólok      | Mérk. | Gólok | Mérk.    | Gólok    |
| ----------------- | -------- | ------------------- | --------- | --------- | ----- | ----- | ---------- | ---------- | ----- | ----- | -------- | -------- |
| Bayern München II | 2018–19  | Regionalliga Bayern | 1         | 0         | —     | —     | —          | —          | —     | —     | 1        | 0        |
| Bayern München II | 2019–20  | 3. Liga             | 18        | 4         | —     | —     | —          | —          | —     | —     | 18       | 4        |
| Bayern München II | 2021–22  | 3. Liga             | 24        | 12        | —     | —     | —          | —          | —     | —     | 24       | 12       |
| Bayern München II | Összesen | Összesen            | 43        | 16        | 0     | 0     | 0          | 0          | 0     | 0     | 43       | 16       |
| Bayern München    | 2019–20  | Bundesliga          | 1         | 0         | 0     | 0     | 0          | 0          | 0     | 0     | 1        | 0        |
| Bayern München    | Összesen | Összesen            | 1         | 0         | 0     | 0     | 0          | 0          | 0     | 0     | 1        | 0        |
| Heerenveen        | 2020–21  | Eredivisie          | 15        | 1         | 0     | 0     | —          | —          | —     | —     | 15       | 1        |
| Heerenveen        | Összesen | Összesen            | 15        | 1         | 0     | 0     | 0          | 0          | 0     | 0     | 15       | 1        |
| Dynamo Dresden    | 2021–22  | Bundesliga 2        | 0         | 0         | 0     | 0     | —          | —          | —     | —     | 0        | 0        |
| Dynamo Dresden    | Összesen | Összesen            | 0         | 0         | 0     | 0     | 0          | 0          | 0     | 0     | 0        | 0        |
| Összesen          | Összesen | Összesen            | 59        | 17        | 0     | 0     | 0          | 0          | 0     | 0     | 59       | 17       |

## Sikerei, díjai

### Klub
- Bayern München II
  - Regionalliga Bayern: 2018–19
  - 3. Liga: 2019–20

- Bayern München
  - Bundesliga: 2019-20

### Egyéni
- Fritz Walter-medál (U17) – ezüstérmes: 2018

## Külső hivatkozások
- Oliver Batista Meier adatlapja a Kicker oldalon (németül)
- Oliver Batista Meier adatlapja a Transfermarkt oldalon (angolul)
- Oliver Batista Meier adatlapja a Soccerway oldalon (angolul)